# Torsjön (Krokeks socken, Östergötland)
Torsjön är en sjö i Norrköpings kommun i Östergötland och ingår i Kilaån-Motala ströms kustområde. Sjön har en area på 0,151 kvadratkilometer och ligger 68,2 meter över havet.

## Delavrinningsområde
Torsjön ingår i det delavrinningsområde (650559-153081) som SMHI kallar för Rinner mot Inre Bråviken. Medelhöjden är 54 meter över havet och ytan är 5,8 kvadratkilometer. Det finns inga avrinningsområden uppströms utan avrinningsområdet är högsta punkten. Avrinningsområdets utflöde mynnar i havet, utan att ha någon enskild mynningsplats. Avrinningsområdet består mestadels av skog (56 procent). Avrinningsområdet har 0,15 kvadratkilometer vattenytor vilket ger det en sjöprocent på 2,6 procent. Bebyggelsen i området täcker en yta av 2,39 kvadratkilometer eller 41 procent av avrinningsområdet.